# Castello di Mestre (Castelnuovo)
Con castello di Mestre si possono intendere due fortezze distinte, meglio note come Castelvecchio e Castelnuovo, erette a difesa del borgo e del porto di Mestre e oggi scomparsi.

## Storia
Il Castelnuovo, cioè il nucleo primitivo dell'attuale agglomerato urbano di Mestre, era caratterizzato dalla diramazione di tre grandi vie di terra: la strada Padovana (oggi Via Miranese) verso Padova, il Terraglio verso Treviso e la Castellana (oggi Strada statale 245 Castellana) verso Trento e il Tirolo.
Dopo la conquista veneziana del 1337, le nuove necessità strategiche, dettate anche dalla creazione di un nuovo canale artificiale, la Fossa Gradeniga, che - congiungendo direttamente il borgo di Mestre alla laguna di Venezia - accresceva l'importanza della cittadina rispetto al vecchio porto di Cavergnago e al corso del Marzenego, spinsero a realizzare una nuova e più ampia fortezza.

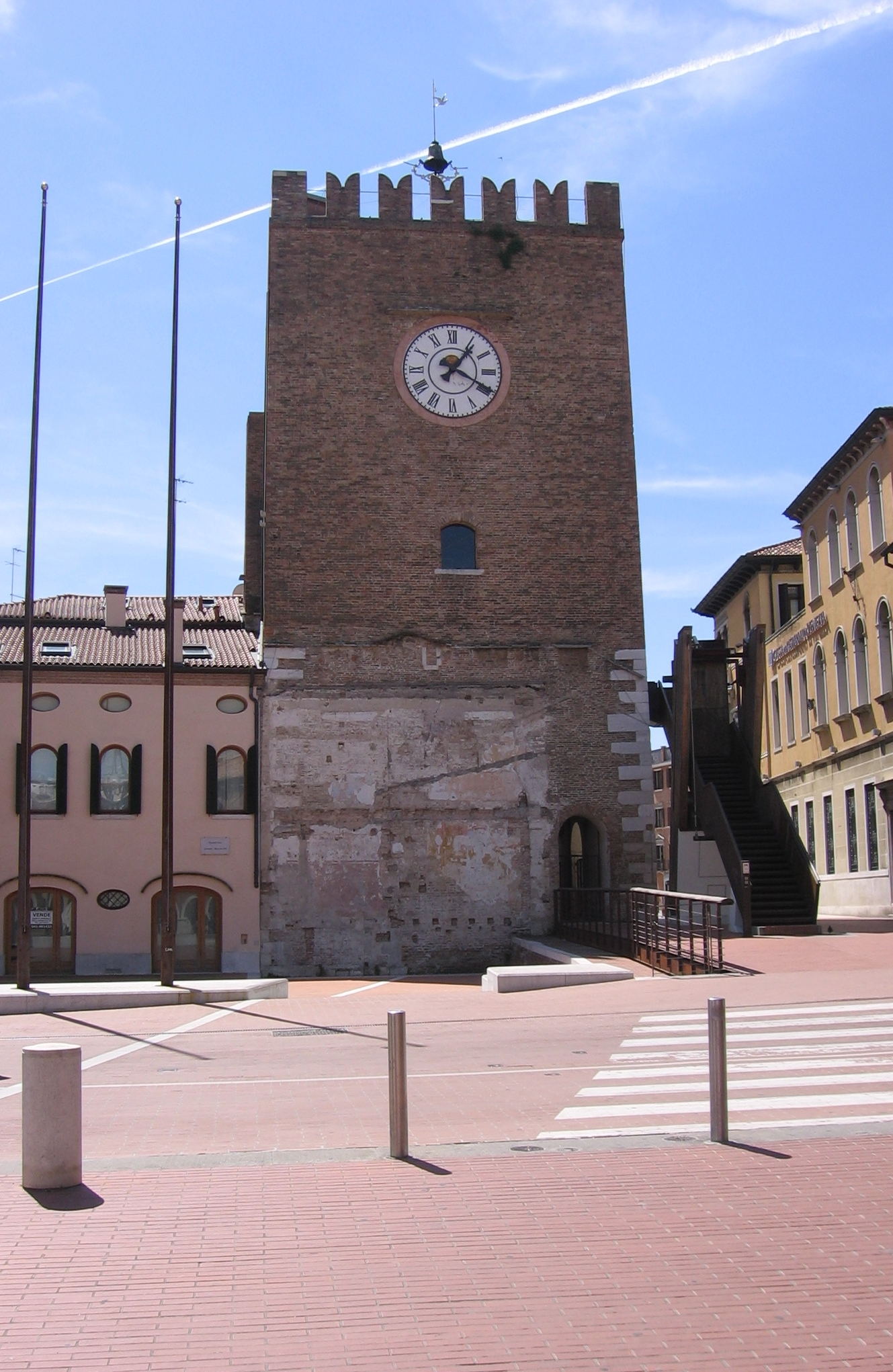
La Torre sopravvissuta, fotografata da quello che era l'interno del Castelnuovo, dopo essere stata liberata dall'edificio "Cel-Ana" (demolito nel 2009) operazione urbana che ha creato una "nuova" piazzetta antistante. Si intravede il varco murato della porta medievale (in attesa di riapertura). Visibile anche la scala esterna di accesso (2003), per molti motivo di discordia.

Il nuovo complesso difensivo sorse più a est del Castelvecchio (che era sul sito del Castrum romano) e a nord del borgo, la dove già esistevano precedenti torri difensive, delle case-torri appartenenti alle famiglie signorili della zona.
Nel 1108 i Conti di Collalto eressero la Torre di Mestre dando così origine al nuovo sito (castello) della città (all'epoca autonoma).
Il nuovo castello comprendeva in complesso undici torri (ma forse addirittura quindici o diciassette), con tre porte, costituite appunto dalle preesistenti torri: la Porta Altino o dei Molini, ad est, la Porta Belfredo, ad ovest, e la Porta di Borgo o della Loza ("della loggia"), a sud. Queste porte erano anche dette torri daziarie, giacché qui si riscuotevano i dazi dovuti sui commerci.
La pianta era a forma di scudo ed il perimetro misurava più di un chilometro.
Al centro si ergeva il Mastio, dove in seguito venne realizzata la Provvederia. Di fronte si trovava il Palazzo del Capitano, dove risiedeva il rettore veneziano, con titolo di Podestà e Capitano.
Le torri principali erano poste all'estremità settentrionale, accogliendo alloggiamenti e depositi di armi. Il tutto era circondato da un fossato, alimentato con le acque del Marzenego.
Nel 1509, durante la Guerra della Lega di Cambrai, le forze veneziane in ritirata dopo la sconfitta nella battaglia di Agnadello, si asserragliarono al comando del Pitigliano nel castello di Mestre, che divenne l'estremo baluardo sulla terraferma e da dove partirono le spedizioni in soccorso di Treviso, assediata, e alla riconquista di Padova, occupata dagli Imperiali. Nel 1513, però, il castello dovette nuovamente affrontare l'assalto nemico, questa volta da parte dei Francesi, che riuscirono a darlo alle fiamme, venendo però ugualmente respinti. A onore dell'eroica resistenza l'allora città ricevette dalla Serenissima il titolo di Mestre Fidelissima.
Nel Settecento, ormai gravemente indebolite e rese inutili dalle nuove tecniche belliche, le mura del castello furono demolite: di esse restarono solo la Torre dell'Orologio (l'antica Porta di Borgo) e la gemella Torre Belfredo. Quest'ultima venne poi a sua volta abbattuta nel XIX secolo. Nella via Torre Belfredo la pavimentazione stradale riporta i segni delle fondazioni nel sito dell'antica torre.
I pochi resti del Castelnuovo visibili sono (dalla Torre Civica, in "senso orario" nella pianta del castello): lacerto di mura all'interno del cortile della "Cassa di Risparmio"; i giardini di Via Torre Belfredo (nell'ex alveo del fossato del castello) dove appaiono circa 150 mt. della Murata ed anche un "torricino" (successivamente modificato ad abitazione); i segni sulla pavimentazione della demolita Torre Belfredo nell'omonima via; la "Torre angolare" di via Spalti (all'interno dello spazio dell'autorimessa comunale), anch'essa nel 700 modificata ad abitazione; il disegno (nella pavimentazione stradale) del ponte prospiciente la "Torre Altinate" (la terza porta del Castello di Mestre, quella sulla strada per Altino, oggi "via Caneve") e le fondazioni di un torricino intermedio riscoperte ai primi anni 2000 e situate "proprio all'angolo" nell'odierno piazzale Parco Ponci.
Nell'aprile 2009 sono cominciati i lavori per "liberare" la Torre dell'Orologio dagli edifici costruiti a ridosso della stessa durante l'espansione edilizia del secondo dopoguerra.
La campana della torre dell'orologio o castello di Mestre è fissa ed è di nota La3. La campana viene percossa da un elettrobattente situato all'interno di quest'ultima.